# Roger Silva
Roger Rodrigues da Silva (Campinas, 7 de janeiro de 1985) é um treinador e ex-futebolista brasileiro que atuava como centroavante. Atualmente está no Londrina.

## Carreira como jogador

### Início na Ponte Preta e no São Paulo
Formado nas categorias de base da Ponte Preta, Roger foi revelado no ano de 2003 e permaneceu na Macaca até o primeiro semestre de 2005. Em seguida foi para o São Paulo, onde foi reserva de nomes como Grafite e Diego Tardelli, mas sagrou-se campeão da Copa Libertadores da América.

### Palmeiras e retorno à Ponte Preta
Com poucas chances no Tricolor, Roger foi negociado com o Palmeiras ainda em 2006, quando a diretoria do São Paulo trocou o atacante pelo lateral Lúcio. No entanto, não teve sucesso e acabou voltando a Ponte Preta em 2007, para a disputa da Série B.

### Sport
Após uma rápida passagem pelo Al-Nassr, Roger foi contratado pelo Sport em 2008, onde conquistou o Campeonato Pernambucano, a Copa do Brasil e foi fundamental na boa campanha do Leão no Campeonato Brasileiro.

### Fluminense
No início de 2009, ainda com seus direitos econômicos pertencentes ao São Paulo, foi novamente emprestado, dessa vez ao Fluminense, em uma negociação envolvendo o jogador Arouca, que foi para o clube paulista.

### Vitória
Após apenas quatro meses no Fluminense e com poucas chances no time titular, ainda mais após a chegada de Fred, acabou rescindindo seu contrato com o tricolor carioca e acertou, também por empréstimo, com o Vitória.
No rubro-negro de Salvador, viveu momentos conturbados. Apesar de ter sido o artilheiro do Leão no Brasileirão e ter disputado a artilharia do campeonato no primeiro turno, foi considerado responsável por diversos resultados negativos por desperdiçar muitas chances claras de gol ao longo do certame. Nunca tendo agradado a torcida leonina, Roger ainda sofreu a expectativa de sua filha, Giulia, nascida com um raro problema genético que não a deixava enxergar, que foi para a China tentar um tratamento para recuperar a visão.

### Retorno ao São Paulo
No final do ano, retornou ao clube paulista para a temporada de 2010. Recebeu a camisa de número 19, estreando em 17 de janeiro, pelo Campeonato Paulista, na derrota por 3 a 1 para a Portuguesa.

### Guarani
Porém, mais uma vez sem espaço no tricolor, foi emprestado em abril ao Guarani. O atacante voltou a fazer gols, e inclusive brigou pela artilharia do Campeonato Brasileiro durante as primeiras rodadas.

### Kashiwa Reysol
No dia 8 de julho de 2010, o São Paulo confirmou a venda do jogador para o futebol japonês, com Roger sendo contratado pelo Kashiwa Reysol por 1 milhão de dólares.

### Ceará
No dia 17 de julho de 2011, Roger retornou ao futebol brasileiro, com o Ceará anunciando o empréstimo do jogador até o final do ano. Não renovou o contrato em dezembro, deixando o Vozão e voltando ao Japão para defender o Kashiwa Reysol.

### Terceira passagem pela Ponte Preta
Em 2012, acertou seu retorno ao Ponte Preta, declarando ter voltado para seu time do coração.

### Retorno ao Sport
Foi anunciado pelo Sport no dia 28 de dezembro de 2012. Reestreou no dia 20 de janeiro de 2013, marcando o gol do Leão num empate em 1 a 1 com o Sousa, em jogo válido pela Copa do Nordeste.

### Atlético Paranaense
No dia 5 de setembro de 2013, após bastantes críticas da torcida rubro-negra, Roger pediu pra deixar o Sport, e sem necessidade de pagamento de multa, acertou com o Atlético Paranaense.

### Suwon Bluewings
Sem renovação, Roger acertou com o Suwon Bluewings, da Coreia do Sul, por um ano.

### Chapecoense
O centroavante voltou ao futebol brasileiro no final de 2014, sendo anunciado como reforço da Chapecoense para a temporada 2015.

### Bahia
Em 11 de setembro de 2015, Roger foi anunciado pelo Bahia. Estreou pelo Tricolor de Aço no dia 15 de setembro, contra o Ceará, em partida valida pela Série B. O atacante marcou um gol e deu uma assistência no empate de 2 a 2 na Arena Castelão.

### Red Bull Brasil
No dia 13 de janeiro de 2016, Roger assinou com o Red Bull Brasil até o fim do Campeonato Paulista. O centroavante terminou sendo o artilheiro da competição, com 11 gols marcados.

### Quarta passagem pela Ponte Preta
Acertou sua volta à Ponte Preta no dia 18 de abril de 2016.

### Botafogo
Em 3 de novembro de 2016, Roger rescindiu com a Ponte e assinou um pré-contrato com o Botafogo. Foi apresentado no dia 12 de janeiro, chegando para ser a referência ofensiva do time carioca na disputa da Copa Libertadores da América de 2017.

### Internacional
Em 25 de novembro de 2017, foi anunciado sua contratação pelo Internacional, assinando contrato até dezembro de 2019.
Fez sua estreia com a camisa do Colorado em 21 de janeiro de 2018, numa vitória de 3 a 0 contra o Novo Hamburgo, válida pelo Campeonato Gaúcho. Já no dia 27 de janeiro, contra o Avenida, pela 4ª rodada do Gauchão, marcou seus dois primeiros gols com a camisa do Internacional na vitória por 3 a 0.

### Corinthians
No dia 20 de abril de 2018, Roger foi anunciado como novo reforço do Corinthians, assinando contrato até dezembro de 2019. Seu primeiro gol com a camisa do Timão foi marcado contra o Sport, em Recife, num empate de 1 a 1 válido pelo Campeonato Brasileiro.
Rescindiu seu contrato com o clube paulista no dia 18 de janeiro de 2019.

### Retorno ao Ceará
No dia 24 de janeiro, Roger foi anunciado como novo jogador do Ceará, assinando até o fim do ano com a equipe cearense. No entanto, teve seu contrato rescindido no dia 16 de maio. Nessa curta passagem, o centroavante disputou 19 jogos e marcou cinco gols.

### Quinta passagem pela Ponte Preta
Em 17 de maio de 2019, acertou seu retorno à Ponte Preta, iniciando sua quinta passagem pelo clube de Campinas. Em 6 de agosto de 2020, Roger rescindiu seu contrato e encerrou sua quinta passagem pela Ponte, totalizando (com as passagens anteriores) 201 jogos e 67 gols.

### Operário-PR
No dia 17 de agosto de 2020, foi contratado pelo Operário.
Em 8 de outubro, depois de apenas oito jogos disputados e um gol marcado, o atleta rescindiu o contrato com o clube.

### Inter de Limeira e aposentadoria
Em dezembro de 2020, foi contratado pela Inter de Limeira para disputar o Campeonato Paulista de 2021. Com o término do Paulistão, Roger anunciou sua aposentadoria no dia 17 de maio. Ao mesmo tempo do anúncio do fim da carreira dentro dos gramados, o ex-futebolista assumiu o cargo de gerente de futebol da equipe alvinegra.

## Carreira como treinador

### Início
No dia 16 de agosto de 2021, três meses depois da aposentadoria como jogador, assumiu interinamente o cargo de treinador da Inter de Limeira.
Após ter comandado o Athletic no Campeonato Mineiro de 2022, onde conquistou o Troféu do Interior, foi anunciado pela Inter de Limeira no dia 4 de abril, chegando para comandar a equipe na Série D.

### Pouso Alegre
Foi contratado pelo Pouso Alegre no dia 19 de março de 2023, assumindo o clube na Série C. Teve a sua saída anunciada no dia 3 de julho, após uma derrota por 2 a 1 para o Amazonas. O treinador comandou a equipe em 11 partidas, com três vitórias, três empates e cinco derrotas — um aproveitamento de 36,3%.

## Títulos

### Como treinador
Athletic-MG
- Taça Inconfidência: 2024 e 2025
- Recopa Mineira: 2023[37]
- Campeonato Mineiro - Troféu do Interior: 2022

### Como jogador
Kashiwa Reysol
- Campeonato Japonês - Segunda Divisão: 2010

Vitória
- Campeonato Baiano: 2009

Sport
- Copa do Brasil: 2008
- Campeonato Pernambucano: 2008

São Paulo
- Copa Libertadores da América: 2005

### Artilharias
- Campeonato Paulista: 2016 (11 gols)

### Prêmios individuais
- Seleção do Campeonato Paulista: 2016